# Apple Store

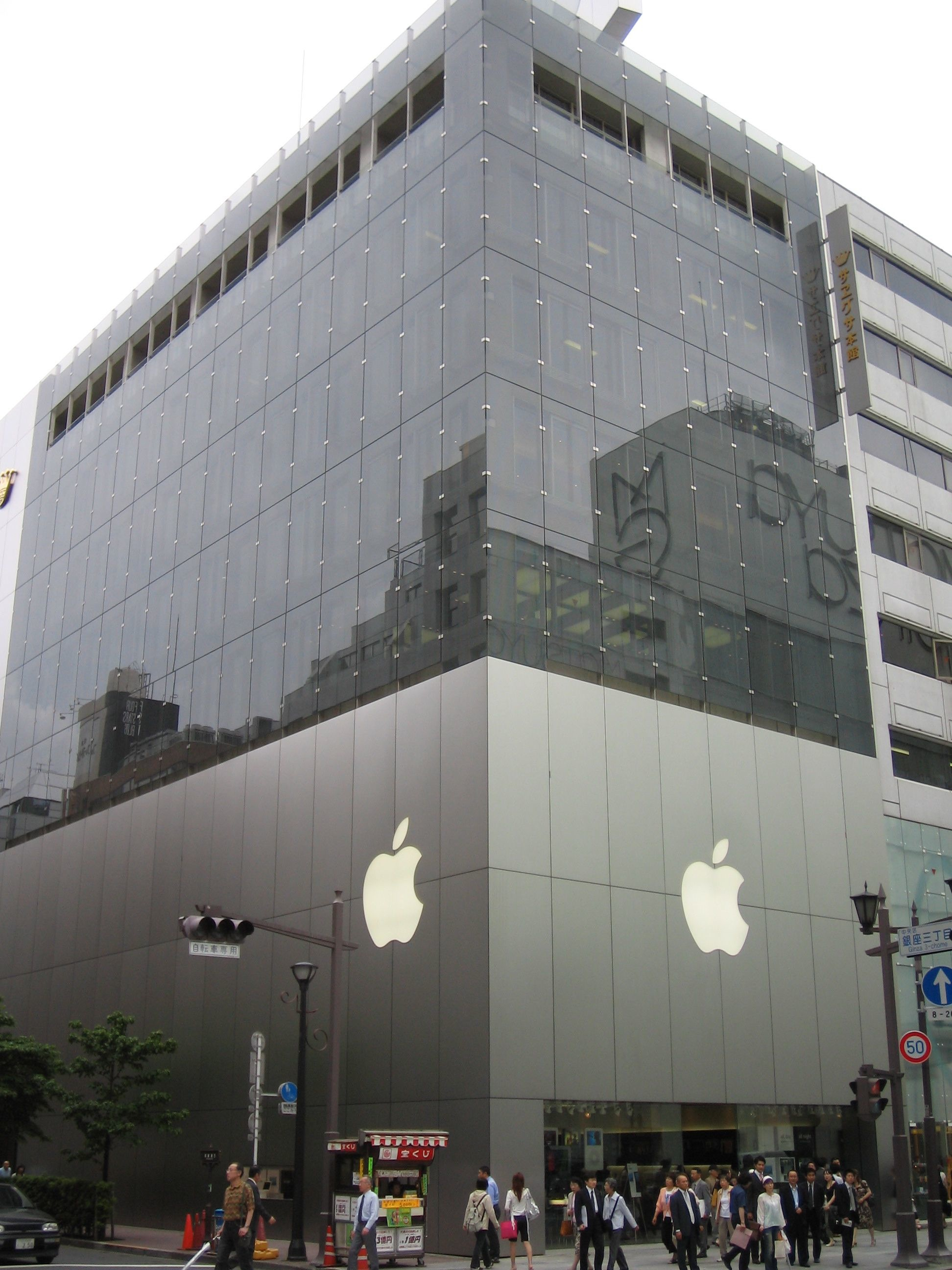
Sklep Apple Store w Tokio, w dzielnicy Ginza

Apple Store - sieć sklepów detalicznych należących do Apple Inc. W sklepach sprzedawane są komputery osobiste iMac oraz MacBook, smartfony iPhone, tablety iPad, smartwatche Apple Watch, odtwarzacze iPod oraz Apple TV, a także oprogramowanie i akcesoria firm trzecich.
Sieć liczy 535 sklepów zlokalizowanych w 27 państwach (stan na lipiec 2025).

## Lokalizacja
Apple otworzyło pierwszy sklep w Stanach Zjednoczonych w 2001 roku. W 2003 otwarto sklep w Japonii i był to pierwszy sklep poza USA. Następne sklepy zostały otwarte w Wielkiej Brytanii, Kanadzie, Włoszech, Australii, Chinach, Szwajcarii, Niemczech, Francji i Hiszpanii.
| #     | Państwo                      | Data otwarcia pierwszego sklepu | Lokalizacja pierwszego sklepu            | Liczba sklepów | Źródło |
| ----- | ---------------------------- | ------------------------------- | ---------------------------------------- | -------------- | ------ |
| 1     | Stany Zjednoczone            | 19 maja 2001                    | Tysons Corner, McLean                    | 273            |        |
| 2     | Japonia                      | 30 listopada 2003               | Ginza, Tokio                             | 11             |        |
| 3     | Wielka Brytania              | 20 listopada 2004               | Regent Street, Londyn                    | 40             |        |
| 4     | Kanada                       | 21 maja 2005                    | Yorkdale, Toronto                        | 28             |        |
| 5     | Włochy                       | 31 marca 2007                   | RomaEst, Rzym                            | 17             |        |
| 6     | Australia                    | 19 czerwca 2008                 | George Street, Sydney                    | 22             |        |
| 7     | Chiny                        | 19 lipca 2008                   | Sanlitun, Pekin                          | 48             |        |
| 8     | Szwajcaria                   | 25 września 2008                | Rue de Rive, Genewa                      | 4              |        |
| 9     | Niemcy                       | 6 grudnia 2008                  | Rosenstraße, Monachium                   | 16             |        |
| 10    | Francja                      | 7 listopada 2009                | Carrousel du Louvre, Paryż               | 20             |        |
| 11    | Hiszpania                    | 4 września 2010                 | La Maquinista, Barcelona                 | 12             |        |
| 12    | Hongkong                     | 24 września 2011                | IFC Mall                                 | 6              |        |
| 13    | Holandia                     | 3 marca 2012                    | Hirschgebouw, Amsterdam                  | 3              |        |
| 14    | Szwecja                      | 15 września 2012                | Täby Centrum, Sztokholm                  | 3              |        |
| 15    | Brazylia                     | 15 lutego 2014                  | VillageMall, Rio de Janeiro              | 2              |        |
| 16    | Turcja                       | 5 kwietnia 2014                 | Zorlu Center, Stambuł                    | 3              |        |
| 17    | Belgia                       | 19 września 2015                | Avenue de la Toison d’Or, Bruksela       | 1              |        |
| 18    | Zjednoczone Emiraty Arabskie | 29 października 2015            | Mul al-Imarat, Dubaj; Yas Mall, Abu Zabi | 4              |        |
| 19    | Makau                        | 25 czerwca 2016                 | Galaxy Macau                             | 2              |        |
| 20    | Meksyk                       | 24 września 2016                | Vía Santa Fe, Meksyk                     | 2              |        |
| 21    | Singapur                     | 27 maja 2017                    | Orchard Road                             | 3              |        |
| 22    | Tajwan                       | 1 lipca 2017                    | Taipei 101, Tajpej                       | 2              |        |
| 23    | Korea Południowa             | 27 stycznia 2018                | Garosugil, Seul                          | 7              |        |
| 24    | Austria                      | 24 lutego 2018                  | Kärntner Straße, Wiedeń                  | 1              |        |
| 25    | Tajlandia                    | 10 listopada 2018               | Iconsiam, Bangkok                        | 2              |        |
| 26    | Indie                        | 18 kwietnia 2023                | Bandra Kurla Complex, Bombaj             | 2              |        |
| 27    | Malezja                      | 22 czerwca 2024                 | The Exchange TRX, Kuala Lumpur           | 1              |        |
| Sumie | Sumie                        | Sumie                           | Sumie                                    | 535            |        |